# Otcy i deti
Otcy i deti (Отцы и дети) è un film del 1958 diretto da Adol'f Solomonovič Bergunker e Natal'ja Raševskaja.